# Christine Kangaloo
Christine Carla Kangaloo (San Fernando, 1961. december 1. –) politikus, Trinidad és Tobago 7. elnöke.

## Életrajz
Kangaloo indo-trinidadi családban nőt fel, a hét gyerek közül ő volt az ötödik. A Nyugat-India Egyetemen és a a Hugh Wooding Jogi Egyetemen szerzett diplomát. 2001. január 12-én először lett parlamenti képviselő, mint ellenzéki szenátor Patrick Manning ellenzéki vezető hivatali ideje alatt. Ezt követően a Szenátus alelnökeként, majd a Miniszterelnöki Hivatal minisztereként dolgozott 2002-ben. A 2007-es trinidad és tobagói általános választásokon beválasztották a Képviselőházba a Népi Nemzeti Mozgalom Pointe-à-Pierre jelöltjeként, valamint tudományos, technológiai és felsőoktatási miniszteri posztot töltött be. 2015. szeptember 23-án a szenátus elnökévé választották. 2023. március 20. óta Trinidad és Tobago elnöke.

## Fordítás
Ez a szócikk részben vagy egészben  a   Christine Kangaloo című angol Wikipédia-szócikk ezen változatának fordításán alapul.  Az eredeti cikk szerkesztőit annak laptörténete sorolja fel. Ez a jelzés csupán a megfogalmazás eredetét és a szerzői jogokat jelzi, nem szolgál a cikkben szereplő információk forrásmegjelöléseként.